# Hrabstwo Arapahoe

Piramida wieku hrabstwa

Hrabstwo Arapahoe (ang. Arapahoe County) to hrabstwo w stanie Kolorado w Stanach Zjednoczonych, należące do obszaru metropolitalnego Denver. Jest to trzecie najbardziej zaludnione hrabstwo Kolorado. Siedzibą administracyjną hrabstwa jest Littleton, a największym miastem Aurora.

## Sąsiednie hrabstwa
- Hrabstwo Denver – północny zachód i eksklawy
- Hrabstwo Adams – północ
- Hrabstwo Washington – wschód
- Hrabstwo Lincoln – południowy wschód
- Hrabstwo Elbert – południe
- Hrabstwo Douglas – południowy zachód
- Hrabstwo Jefferson – zachód

## Demografia
W latach 2010–2020 populacja hrabstwa wzrosła o 14,5% do 655,1 tys. mieszkańców, w tym 76,5% stanowiła ludność biała, 11,5% było rasy czarnej lub Afroamerykanami, 6,6% miało pochodzenie azjatyckie i 4,0% było rasy mieszanej. Latynosi stanowili 19,8% populacji hrabstwa.
W 2010 roku największymi grupami religijnymi pod względem członkostwa w hrabstwie, są: protestanci (16,4%), katolicy (12,1%), mormoni (2,6%) i muzułmanie (1,9%). Mieszka tu największa populacja (10,6 tys.) wyznawców islamu w stanie Kolorado.

## Miasta
- Aurora
- Bow Mar
- Centennial
- Cherry Hills Village
- Columbine Valley
- Deer Trail
- Englewood
- Foxfield
- Glendale
- Greenwood Village
- Littleton
- Sheridan

## CDP
- Aetna Estates
- Brick Center
- Byers
- Cherry Creek
- Columbine
- Comanche Creek
- Dove Valley
- Holly Hills
- Inverness
- Peoria
- Strasburg
- Watkins